# Целулит
Целулитът (наричан също липодистрофия) представлява неравномерно натрупване на подкожна мастна тъкан, което придава на кожата негладък вид. Проявява се най-често в региона на таза (особено на дупето), краката и корема. Целулит имат повечето жени, преминали пубертета. Изследвания сочат, че присъства при 85 – 98% от жените, което ще рече, че това е по-скоро физиологичен феномен, а не патологичен. Може да се дължи на сложна комбинацията от фактори – от хормони до наследственост.

## Причини
Причините за появяването на целулит включват промени в метаболизма, физиологията, диетата и навиците, както и затлъстяване, промени в структурата на съединителната тъкан, хормонални фактори и генетични фактори.

## Видове
Различните класификации на деформациите по кожата, наречени целулит са свързани с изменението на структурата, консистенцията и локализацията. Най-общо, според усещането при захващане на кожата, целулитът се разделя на „мек“ и „твърд“', но често към тях се добавя и трети – „оточен“. Освен тези видове, могат да се срещнат и склерозен, адипозен, локален, компактен, спортен.

## Лечение
Целулитът е многофакторно състояние, което е неподатливо на широк набор от методи на лечение. Все пак, съществуват възможности за лечение, като например редовна грижа за кожата.

## История
Терминът е използван за пръв път през 1920-те години от спа услугите, с цел промотиране. Започва да се появява в англоезичните модни издания към края на 1960-те години.